# Marihuana, die verbotene Medizin
Marihuana, die verbotene Medizin ist ein Sachbuch von Lester Grinspoon (Professor Emeritus der Psychiatrie an der Harvard Medical School) und James B. Bakalar. Es erschien zunächst 1993 in englischer Sprache (Originaltitel: Marihuana, the Forbidden Medicine) und wurde im darauffolgenden Jahr ins Deutsche übersetzt.

## Inhalt
Die Autoren beschreiben, dass Cannabis seit vielen Jahrhunderten von Patienten und Ärzten als wirksame Medizin geschätzt wird, jedoch zum Zeitpunkt der Veröffentlichung des Buches seit mehr als 50 Jahren in den Vereinigten Staaten verboten war (inzwischen, Stand 2020, haben deutlich mehr als die Hälfte der amerikanischen Bundesstaaten Cannabis als Medikament zugelassen), obwohl es Übelkeit, Schmerzen und Muskelkrämpfe ebenso lindert, wie die Symptome des Glaukoms, Multipler Sklerose, AIDS, Migräne und anderer auszehrender Krankheiten. Die Autoren erklären weiter, wie es zum Verbot der Pflanze kam und argumentieren, dass die vollständige Legalisierung – auch für den Gebrauch zum Genuss – notwendig sei. 
Ein Großteil des Buches besteht aus Erfahrungsberichten von Patienten mit Cannabis, unter ihnen Stephen Jay Gould, die auch die mit der Prohibition einhergehenden Belastungen für die Patienten betonen. Die potentiellen Gesundheitsrisiken des Arzneimittels werden dennoch nicht unerwähnt gelassen. Weiterhin werden die sozialen Ursachen des Beharrens der Regierung auf der Kriminalisierung der Konsumenten beleuchtet. 
Die Autoren schließen mit der Feststellung, dass es sich bei Marihuana um eine bemerkenswert sichere Substanz handle, deren Verbot teuer, ineffizient und ungerecht sei, weshalb sie den gleichen Status wie Alkohol erhalten solle.